# Comune di Egtved
Il comune di Egtved fino al 1º gennaio 2007 è stato un comune danese situato nella Contea di Vejle, il comune aveva una popolazione di 15 306 abitanti (2007) e una superficie di 324 km². Capoluogo era la cittadina omonima.
Dal 1º gennaio 2007, con l'entrata in vigore della riforma amministrativa, il comune è stato soppresso e accorpato ai comuni di Børkop, Give, Jelling e Vejle per dare luogo al neo-costituito comune di Vejle compreso nella regione della Danimarca Meridionale (Syddanmark).
Nella zona vennero rinvenuti i resti della famosa Ragazza di Egtved.